# Maxime Duprat
Pour les articles homonymes, voir Duprat.

a Compétitions nationales et continentales officielles uniquement.

b Matchs officiels uniquement.
Dernière mise à jour le 25 mai 2024.
Maxime Duprat, né le 6 juin 1998 à Montauban (Tarn-et-Garonne), est un joueur français de rugby à XV, jouant au poste de pilier gauche.
Formé au Stade toulousain, il y commence sa carrière en 2018, puis fait un court passage en prêt à Agen durant la saison 2021-2022, avant de revenir dans son club formateur où il finit sa carrière en 2024, à la suite d'une blessure à la cheville. Il est alors âgé de 26 ans. Avec Toulouse, il remporte le Championnat de France espoirs en 2021 et le Championnat de France en 2023.

## Biographie

### Jeunesse et formation
Maxime Duprat est originaire de l'Ariège, où il grandit. Il y commence le rugby à l'âge de quatre ans, au Sporting Club appaméen. En 2011, il rejoint le Stade toulousain en benjamins, avec qui il joue dans toutes les catégories de jeunes,.
En janvier 2016, il est sélectionné en équipe de France des moins de 18 ans, il participe notamment à un match face à l'Italie, en compagnie de ses coéquipiers toulousains Daniel Brennan, Maxime Marty et Romain Ntamack.

### Débuts au Stade toulousain puis prêt à Agen (2018-2022)
Le 14 janvier 2018, âgé de seulement 19 ans, Maxime Duprat joue le premier match de carrière en équipe sénior, lors d'une rencontre de Challenge européen face à Cardiff durant laquelle Ugo Mola, l'entraîneur toulousain, avait aligné beaucoup de jeunes joueurs. Maxime Duprat remplace Clément Castets à douze minutes de la fin de la rencontre. Il s'agit de son seul match de la saison, et ne rejouera pas durant les trois saisons suivantes. À ce moment de sa carrière, Maxime Duprat est décrit par son entraîneur William Servat comme étant « un pilier d’avenir qui fait partie des joueurs à gros potentiel ».
En 2021, il remporte le Championnat de France avec les espoirs du Stade toulousain. Il est remplaçant durant la finale remportée face à l'USAP (29 à 22) et entre en jeu à la place de Hugo Reilhes,.
En manque de temps de jeu à Toulouse, Maxime Duprat est prêté durant une saison à Agen, en Pro D2,. Il y signe son premier contrat professionnel, à 23 ans. Au cours de cette saison 2021-2022, il joue douze matchs dont trois en tant que titulaire, lui permettant de jouer au niveau professionnel et de gagner de l'expérience avant son retour dans son club formateur.

### Retour au Stade toulousain et fin de carrière (2022-2024)
Après une saison en Pro D2 à Agen, Maxime Duprat est de retour à Toulouse pour la saison 2022-2023. Il profite des absences, en début de saison, de Cyril Baille et de David Ainu'u pour jouer les premiers matchs de sa carrière en Top 14,. Il joue son premier match à l'occasion de la première journée de Top 14, face à l'Union Bordeaux Bègles, lorsqu'il remplace Rodrigue Neti à la 60e minute de la rencontre. Durant la suite de la saison, le Stade toulousain est éliminé en demi-finale de la Champions Cup, par le Leinster, une défaite 41 à 22,. Toutefois, en championnat, les Toulousains terminent à la première place de la saison régulière, se qualifiant donc en demi-finale où ils battent largement le Racing 92 sur le score de 41 à 14 et retrouvent donc le Stade rochelais en finale, comme en 2021,. Dans un match très serré, Toulouse s'impose en fin de match et l'emporte 29 à 26,. Bien qu'il ne participe pas à la phase finale, Maxime Duprat remporte le Championnat de France pour la première fois de sa carrière. À l'issue de la saison, il prolonge son contrat avec son club formateur jusqu'en 2026.
Durant la saison 2023-2024, il joue la première journée de championnat contre l'Aviron bayonnais, puis se blesse à une cheville l'empêchant de rejouer de la saison. Cette blessure le contraint de mettre un terme à sa carrière prématurément , à seulement 26 ans,.

## Statistiques
| Saison                 | Club                   | Championnat   | Championnat | Championnat | Coupe d'Europe                         | Coupe d'Europe                         | Coupe d'Europe                         |
| Saison                 | Club                   | Compétition   | Matchs      | Essais      | Compétition                            | Matchs                                 | Essais                                 |
| ---------------------- | ---------------------- | ------------- | ----------- | ----------- | -------------------------------------- | -------------------------------------- | -------------------------------------- |
| 2021-2022              | → SU Agen              | Pro D2        | 12          | -           | Pas de qualification en Coupe d'Europe | Pas de qualification en Coupe d'Europe | Pas de qualification en Coupe d'Europe |
| Total Agen             | Total Agen             | Pro D2        | 12          | 0           |                                        |                                        |                                        |
| 2017-2018              | Stade toulousain       | Top 14        | -           | -           | Challenge européen                     | 1                                      | -                                      |
| 2018-2019              | Stade toulousain       | Top 14        | -           | -           | Coupe d'Europe                         | -                                      | -                                      |
| 2019-2020              | Stade toulousain       | Top 14        | -           | -           | Coupe d'Europe                         | -                                      | -                                      |
| 2020-2021              | Stade toulousain       | Top 14        | -           | -           | Coupe d'Europe                         | -                                      | -                                      |
| 2022-2023              | Stade toulousain       | Top 14        | 11          | -           | Champions Cup                          | -                                      | -                                      |
| 2023-2024              | Stade toulousain       | Top 14        | 1           | -           | Champions Cup                          | -                                      | -                                      |
| Total Stade toulousain | Total Stade toulousain | Top 14        | 12          | 0           | Coupes d'Europe                        | 1                                      | 0                                      |
| Total                  | Total                  | Pro D2/Top 14 | 24          | 0           | Coupes d'Europe                        | 1                                      | 0                                      |

## Palmarès
- Stade toulousain
  - Vainqueur du Championnat de France espoirs en 2021
  - Vainqueur du Championnat de France en 2023 et 2024[N 1]